# Nissi
Nissi (em estoniano:  Nissi vald) é um município rural estoniano localizado na região de Harjumaa.